# Burg Beeskow
Die Burg Beeskow ist eine Wasserburg in der Kreisstadt Beeskow im Landkreis Oder-Spree in Brandenburg.

## Geschichte

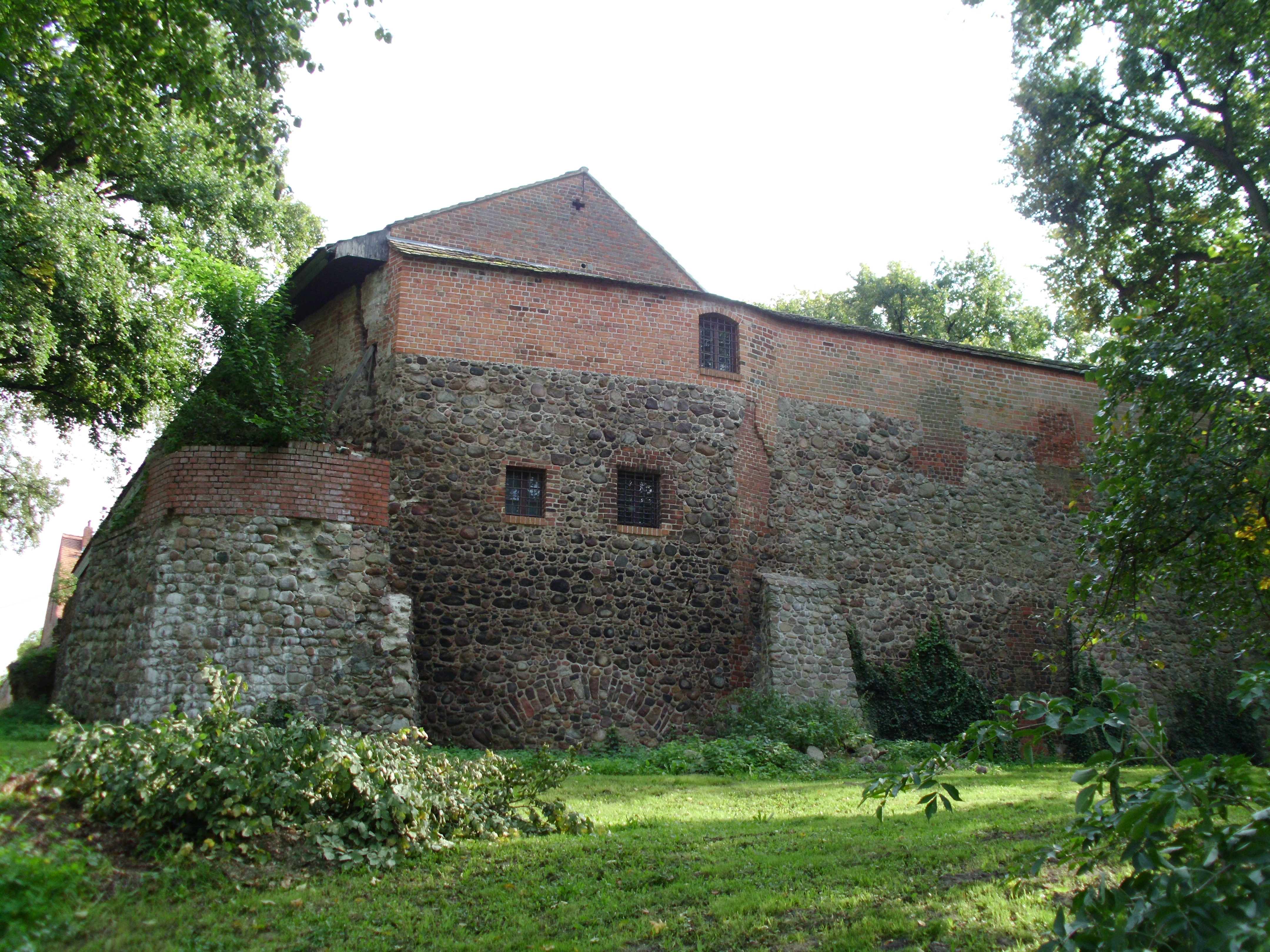
Teil der Außenanlage der Burg Beeskow

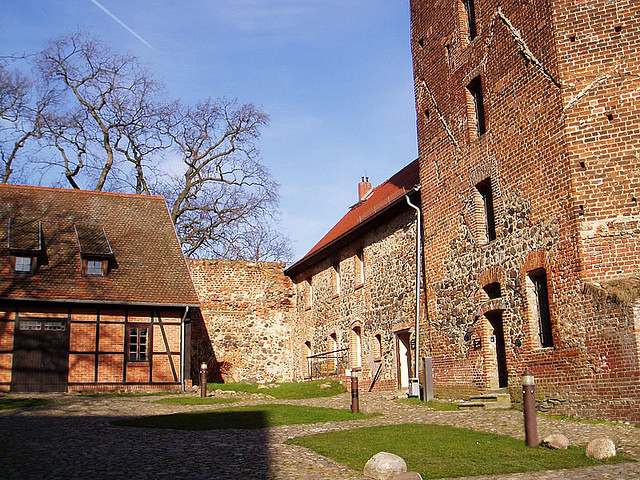
Burghof der Burg Beeskow

Die Burg wurde erstmals 1316 urkundlich erwähnt und gehörte wie die Burg Storkow den Herren von Strehle, mit der und weiteren Wasserburgen sie ein Netz von Verteidigungsanlagen in der Mittelmark bildete.
Den Herren von Strele folgten im Erbgang die Herren von Bieberstein zwischen 1377 und 1382. 1518 verpfändete Ulrich von Bieberstein die Burg an den Bischof von Lebus, Dietrich von Bülow, der sie zu einer bischöflichen Residenz ausbaute.
1556 kamen Burg und Herrschaft an den Markgrafen Johann I. von Brandenburg-Küstrin. Nach seinem Tod fielen Burg und Herrschaft 1575 endgültig in den Besitz der Kurfürsten von Brandenburg. 1625–1627 besaß Gebhard XXIII. von Alvensleben die Herrschaft Beeskow als Pfandbesitz, zugleich mit der Herrschaft Storkow, und bewohnte die Beeskower Burg, danach diente sie bis 1915 den Hohenzollern als Verwaltungsgebäude. Anschließend wurde sie von der Stadt Beeskow, die die Anlage erworben hatte, weiterhin für Verwaltungs- und Wirtschaftszwecke genutzt.
Am Ende des Zweiten Weltkrieges brannte der Ostflügel der Burg 1945 aufgrund von Kampfhandlungen aus. Nach Kriegsende diente die Anlage Flüchtlingen aus Ostpreußen und Schlesien als Unterkunft.
Aufgrund eines Beschlusses des Kreisparlaments von 1991 wurde die Burg zu einem Kultur- und Bildungszentrum umgestaltet. In der Anlage wurden ein Regionalmuseum zu historischen, ethnografischen und ökologischen Themen der Region Beeskow-Storkow sowie ein Mittelaltermagazin mit Folterkeller eingerichtet. Wechselnde Ausstellungen finden vorwiegend zum Themenkomplex Kunst der Deutschen Demokratischen Republik statt.
In der Burg ist das Kunstarchiv Beeskow untergebracht, in dessen Bestand sich rund 23.000 Objekte befinden, vor allem Gemälde, Druckgrafiken, Zeichnungen und Aquarelle, aber auch Fotografien, Plastiken, Kunstgewerbe und Medaillen, die bis 1990 Parteien, Massenorganisationen und Staatsorganen der DDR gehörten. Trotz des finanziellen Rückzugs der Länder Berlin und Mecklenburg-Vorpommern bleibt das Archiv DDR-Kunst erhalten. Der Landkreis Oder-Spree und das Land Brandenburg wollen die Sammlung weiterhin unterstützen.
Darüber hinaus wurde in der Burg im Mai 2018 das zuvor in Monschau beheimatete Musikmuseum Beeskow eröffnet.
Das museum oder-spree wurde im Juni 2021 in den Galerieräumen der Burg Beeskow eröffnet. 2022 wurden der komplette Burghof und die Wallanlagen hinter der Burg saniert.
Zusammen mit den Burgen in Storkow und Friedland NL gehört die Burg Beeskow zum Verbund der Strele-Burgen, dessen Hauptaugenmerk auf der kulturellen Ausstrahlung im Landkreis Oder-Spree und auf der Erinnerung an die gemeinsame Herrschaftsgeschichte liegt.